# شویچی اومورا
شویچی اومورا (انگلیسی: Shuichi Uemura؛ زادهٔ ۳ دسامبر ۱۹۶۶) بازیکن فوتبال اهل ژاپن است.
از باشگاه‌هایی که در آن بازی کرده‌است می‌توان به باشگاه فوتبال ناگویا گرامپوس اشاره کرد.